# Alliance Semiconductor

Logo

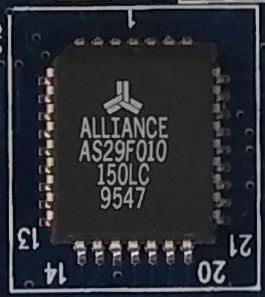
EEPROM von Alliance Semiconductor im PLCC-Gehäuse auf einer Voodoo Rush mit ProMotion AT25

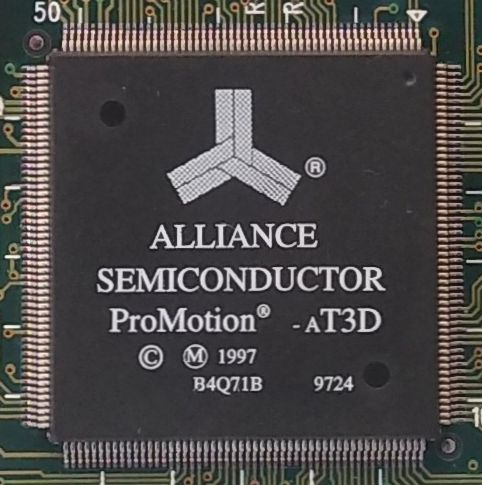
ProMotion AT25 auf einer Voodoo Rush

Alliance Semiconductor wurde 1985 gegründet und war in Santa Clara/Kalifornien beheimatet.
Alliance Semiconductor war ein US-amerikanischer Hersteller von Speicherchips und ICs. Von 1994 bis 1998 war man außerdem als Hersteller von Grafikchips aktiv. Der bekannteste, der ProMotion AT25 wurde als 2D-Chip zusammen mit dem 3dfx Voodoo Rush auf entsprechenden Grafikkarten verbaut.

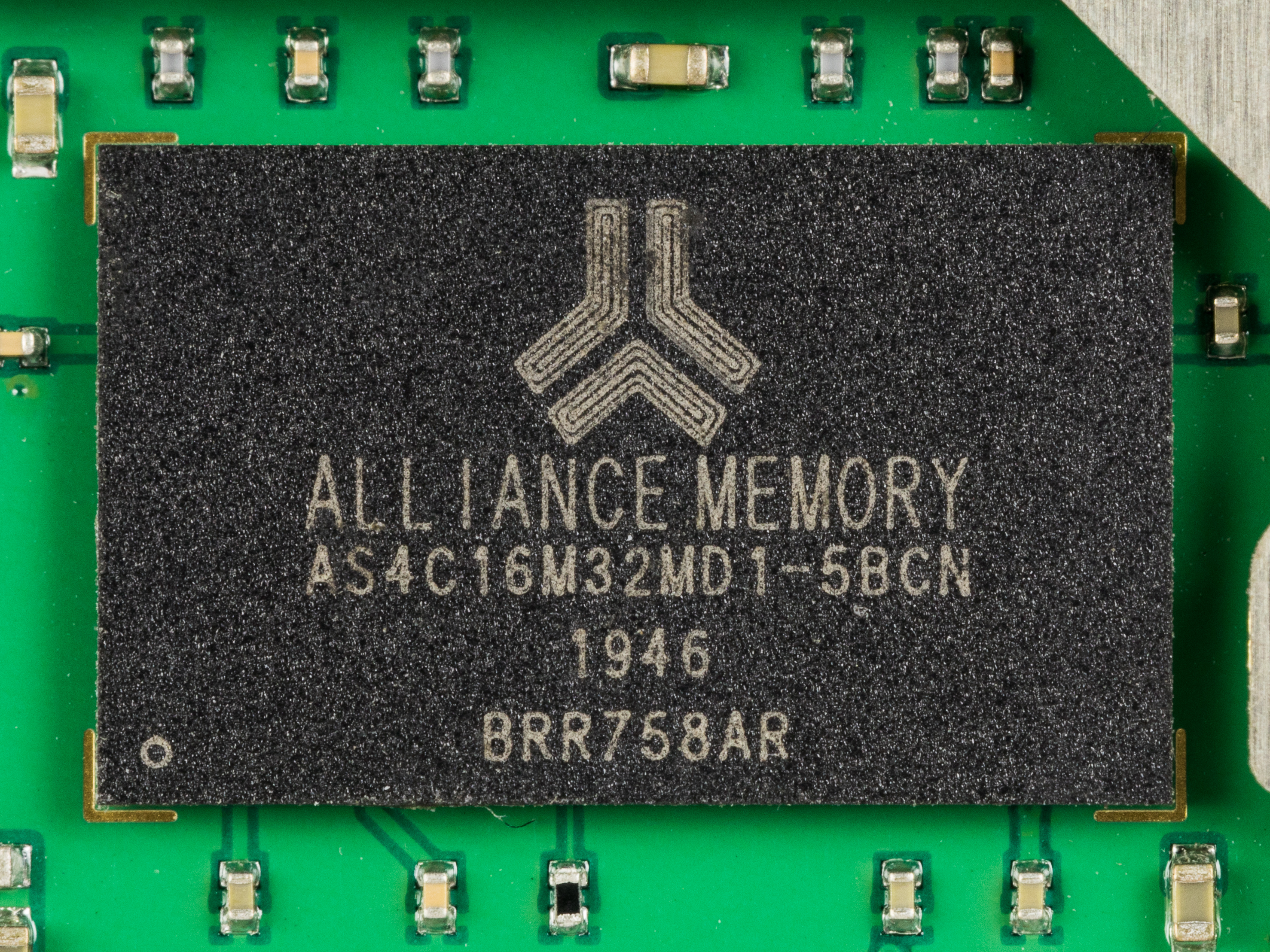
Ein 512 MBit LPDDR chip von Alliance Memory

Unmittelbar nach dem Platzen der Dot-Com-Blase verzeichnete Alliance im Jahr 2001 von Quartal zu Quartal eine Halbierung der Einnahmen und des Umsatzes. Mitte der 2000er Jahre geriet das Unternehmen in ernste finanzielle Schwierigkeiten, und im März 2006 trat der Gründer N. Damodar Reddy als Vorsitzender von Alliance zurück, blieb aber im Vorstand. Der neue Vorsitzende des Unternehmens, Bryant R. Riley, begann noch im selben Jahr mit der Auflösung von Alliance und verkaufte im April 2006 zunächst den Geschäftsbereich Chipsatztechnologien für 5,8 Millionen US-Dollar an Tundra Semiconductor, das die Patente dieser Abteilung erwarb und über 50 ihrer Ingenieure wieder einstellte. Im darauffolgenden Monat gliederte Alliance Semiconductor seine asynchrone SRAM-Sparte als Alliance Memory aus. Im Juni 2006 wurde der Bereich Analog/Mixed-Signal von Alliance als PulseCore Semiconductor ausgegliedert, der wiederum 2009 von ON Semiconductor übernommen wurde. Im Juli 2006 schließlich kaufte Integrated Silicon Solution, Inc, das verbliebene geistige Eigentum von Alliance im Bereich SRAM auf.